# Owernia-Rodan-Alpy
Owernia-Rodan-Alpy (fr. Auvergne-Rhône-Alpes, wymowaⓘ) – region administracyjny Francji. Utworzony na mocy ustawy z dnia 27 stycznia 2014 roku, która weszła w życie 1 stycznia 2016 roku. Powstał poprzez połączenie dwóch wcześniej istniejących regionów – Owernii i Rodanu-Alp. Stolicą nowo powstałego regionu jest Lyon. 
Powierzchnia regionu Owernia-Rodan-Alpy wynosi 69 711 km². Pod tym względem region zajmuje 13% powierzchni Francji. Region liczył w 2019 roku 8,0 mln mieszkańców, co stanowiło 12,3% ówczesnej populacji tego kraju.

## Podział administracyjny

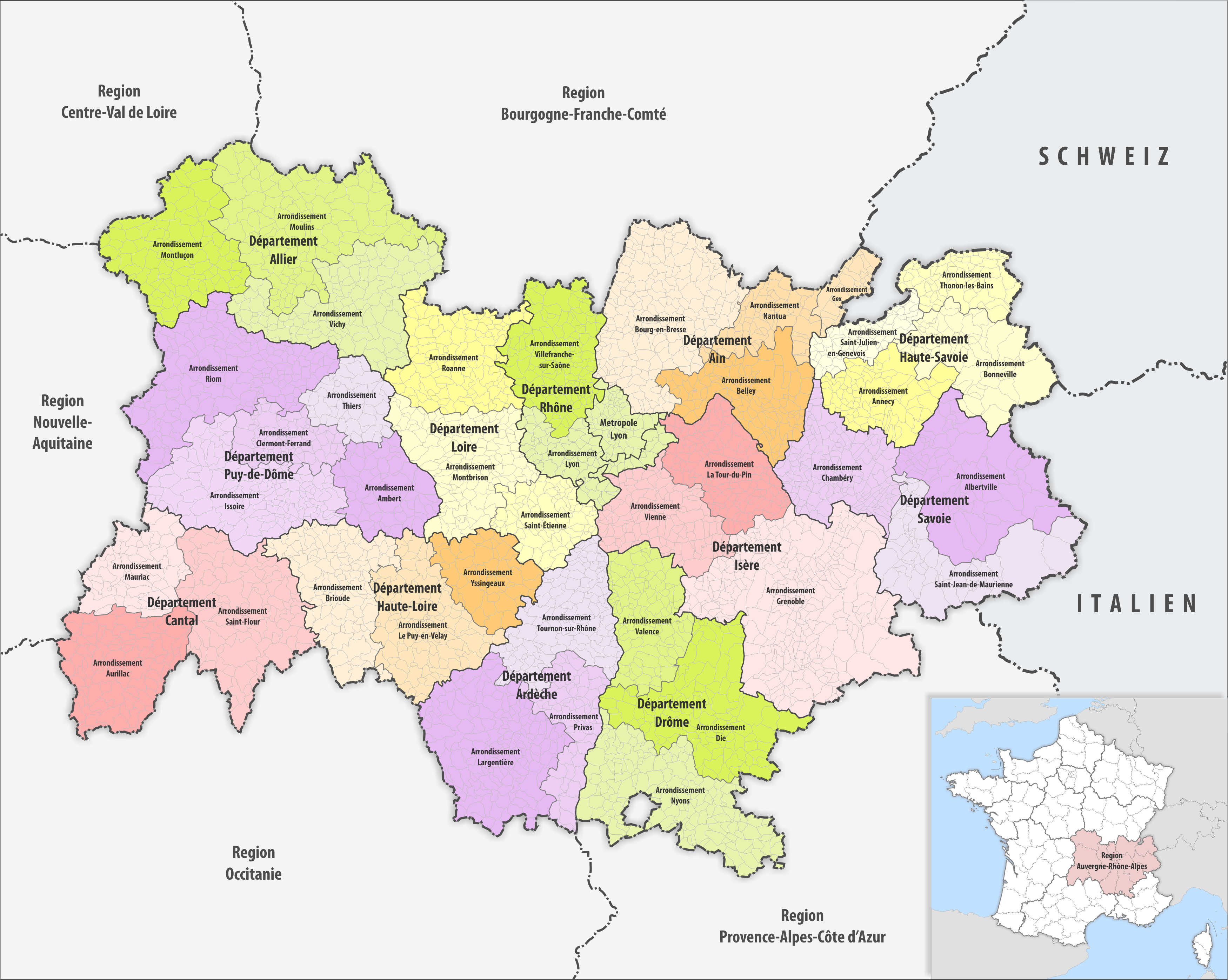
Podział regionu na departamenty i okręgi (arrondissement)

W skład regionu wchodzi 12 departamentów:

- Ain
- Allier
- Ardèche
- Cantal
- Drôme
- Górna Loara (Haute-Loire)
- Górna Sabaudia (Haute-Savoie)
- Isère
- Loara (Loire)
- Puy-de-Dôme
- Rodan (Rhône)
- Sabaudia (Savoie)

## Miejscowości
Największe miejscowości regionu (w nawiasach liczba ludności w 2020 roku):

- Lyon (522 228)
- Saint-Étienne (174 082)
- Grenoble (158 240)
- Villeurbanne (154 781)
- Clermont-Ferrand (147 284)
- Annecy (131 766)
- Vénissieux (66 765)
- Valence (64 431)
- Chambéry (59 172)
- Vaulx-en-Velin (51 761)
- Saint-Priest (48 318)
- Caluire-et-Cuire (43 355)
- Bron (42 442)
- Bourg-en-Bresse (41 681)
- Montélimar (39 790)
- Saint-Martin-d’Hères (38 188)
- Annemasse (37 485)
- Échirolles (36 970)
- Thonon-les-Bains (36 626)
- Villefranche-sur-Saône (36 009)
- Saint-Chamond (35 309)
- Meyzieu (35 134)
- Roanne (34 415)
- Montluçon (33 822)
- Romans-sur-Isère (32 818)
- Aix-les-Bains (31 100)
- Rillieux-la-Pape (30 887)
- Vienne (30 059)
- Bourgoin-Jallieu (29 389)
- Décines-Charpieu (28 913)
- Oullins (26 994)
- Aurillac (25 703)
- Vichy (25 372)
- Fontaine (23 049)
- Tassin-la-Demi-Lune (22 475)
- Oyonnax (22 271)
- Sainte-Foy-lès-Lyon (22 077)
- Saint-Genis-Laval (20 971)
- Givors (20 672)
- Cournon-d’Auvergne (20 356)
- Voiron (20 332)